# Дельфійські ігри сучасності
Дельфійські ігри сучасності — конкурси, фестивалі, виставки і презентації в різних напрямках мистецтва. Джерела сучасних Дельфійських ігор простежуються від античних Піфійських ігор, що проходили в Дельфах / Греція.

## Історична довідка

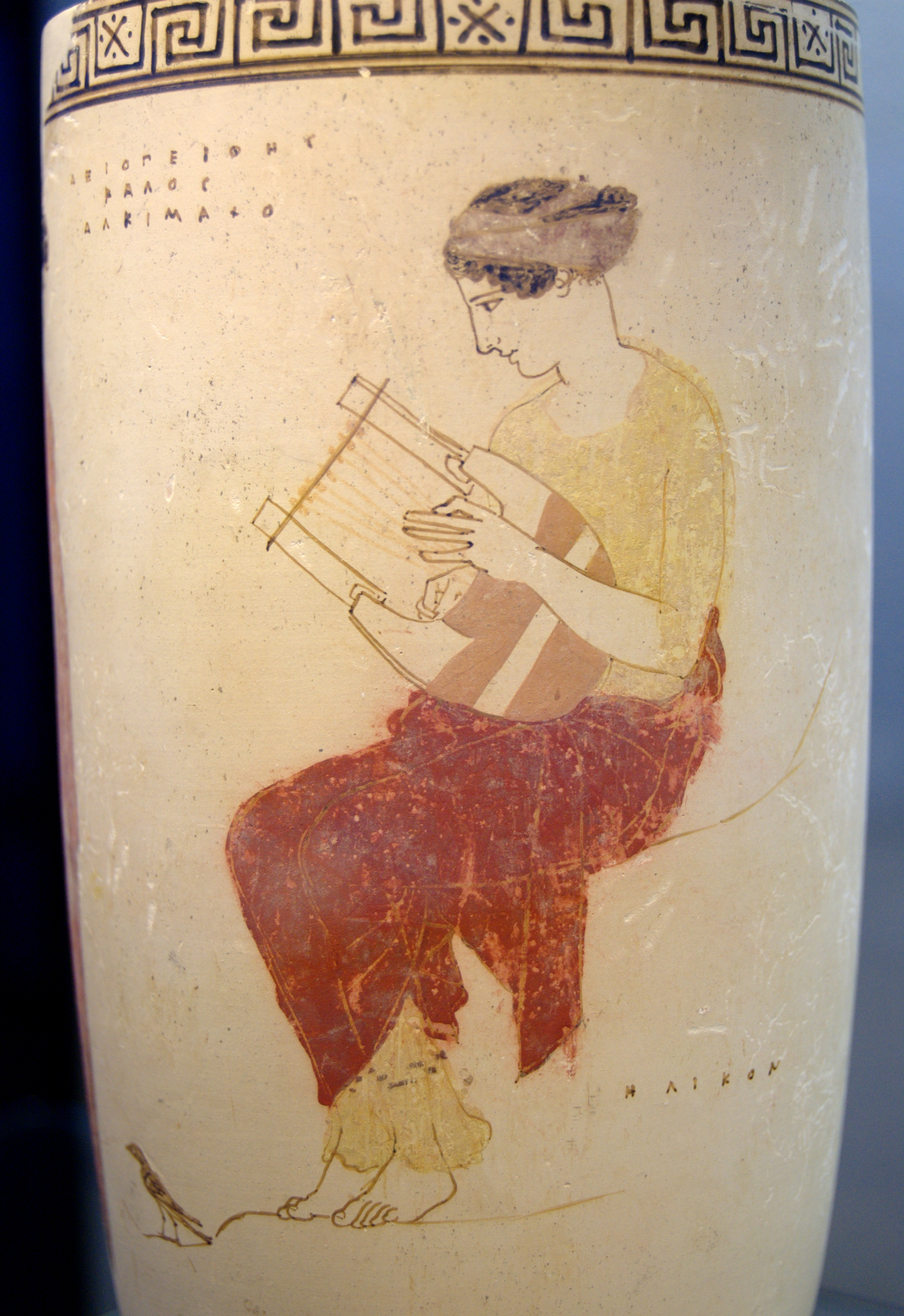
Лекіф: Муза із кіфарою, Вазописець Ахіллеса, Державна колекція античності, Мюнхен / Німеччина

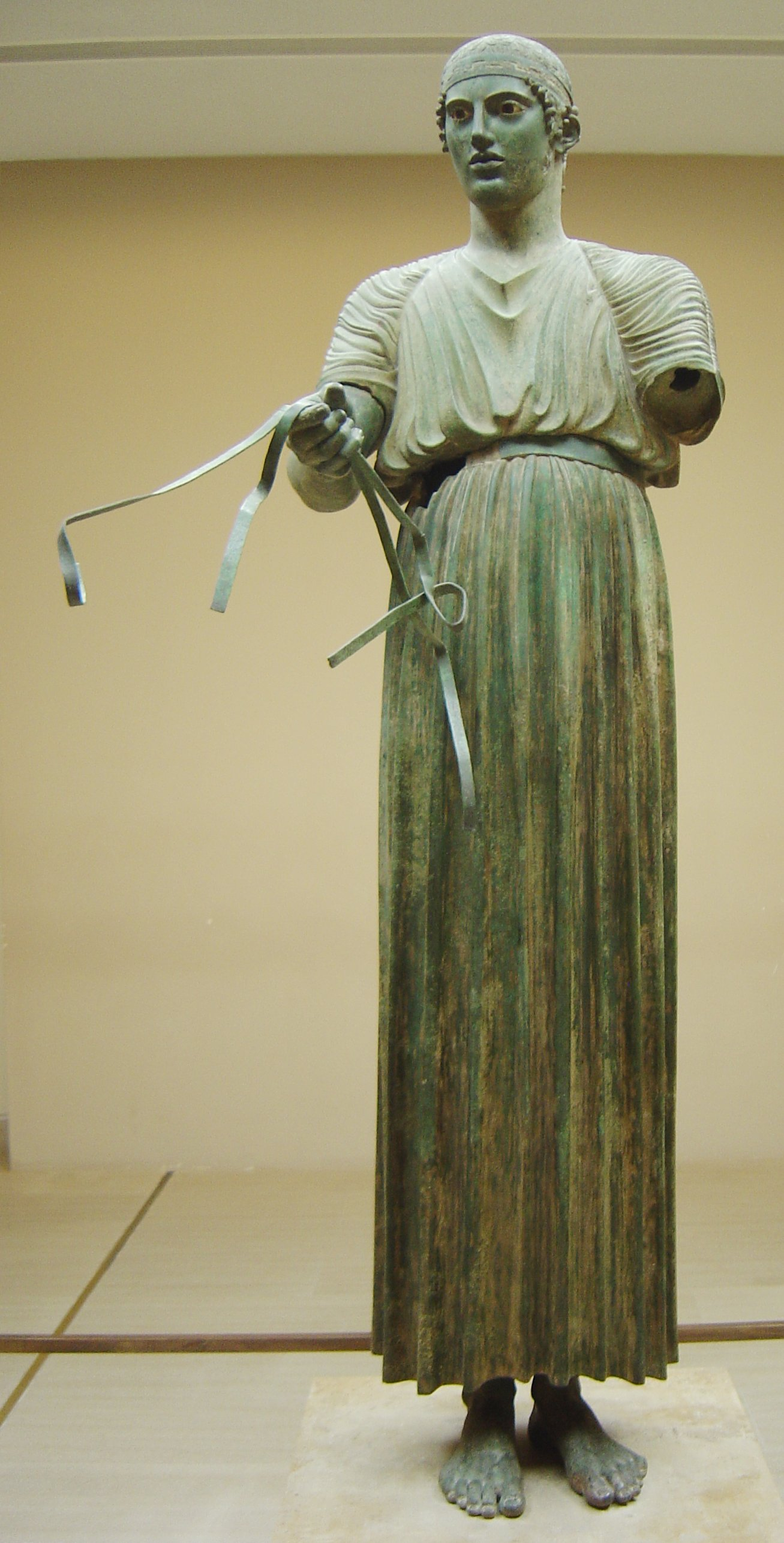
Дельфийский візник, V ст. до н.е. Археологічний музей, Дельфи, Греція

Античні Піфійські ігри в Дельфах біля підніжжя гори Парнас були присвячені прославлянню бога Аполлона, який, згідно з міфами, переміг дракона Піфона, що охороняв давнє святилище,  і заснував на честь цієї перемоги Дельфійського оракула і новий Агон.  Історія Піфійських ігор досить чітко документується з 582 до н. е., коли після першої Священної війни близько 586 до н. е. управління Іграми перейшло до Дельфійської Амфіктіоніи — Ради дванадцяти грецьких племен. З цього часу Піфійські ігри стали проходити кожні чотири роки, відповідно за рік до Олімпійських ігор.
У своїй програмі Піфійські ігри об'єднували види мистецтв з атлетичними змаганнями і перегонами на колісницях. Серед музичних змагань домінував спів під акомпанемент улюбленого музичного інструменту бога Аполлона - кіфари. У мистецтві Стародавньої Греції, особливо в розписах ваз, відображені сюжети, безпосередньо пов'язані з античними Іграми, наприклад, зображення кіфареда на червонофігурній амфорі V ст. до н.е.  Знаменита статуя Дельфійського візника є частиною композиції, створеної для ознаменування перемоги команди колісниць на Піфійськіх іграх  в 478 до н. е.
Одночасно з античними Олімпійськіми змаганнями Піфійські ігри були заборонені як язичницькі у 394 році н.е. останнім  імператором єдиної  Римської імперії Феодосієм I.

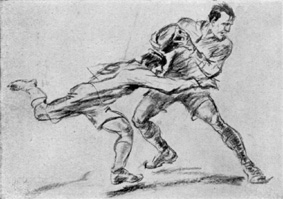
Малюнок "Регбі" Жана Якобі з Люксембургу. Золота медаль IX літніх Олімпійських ігор 1928 року в Амстердамі

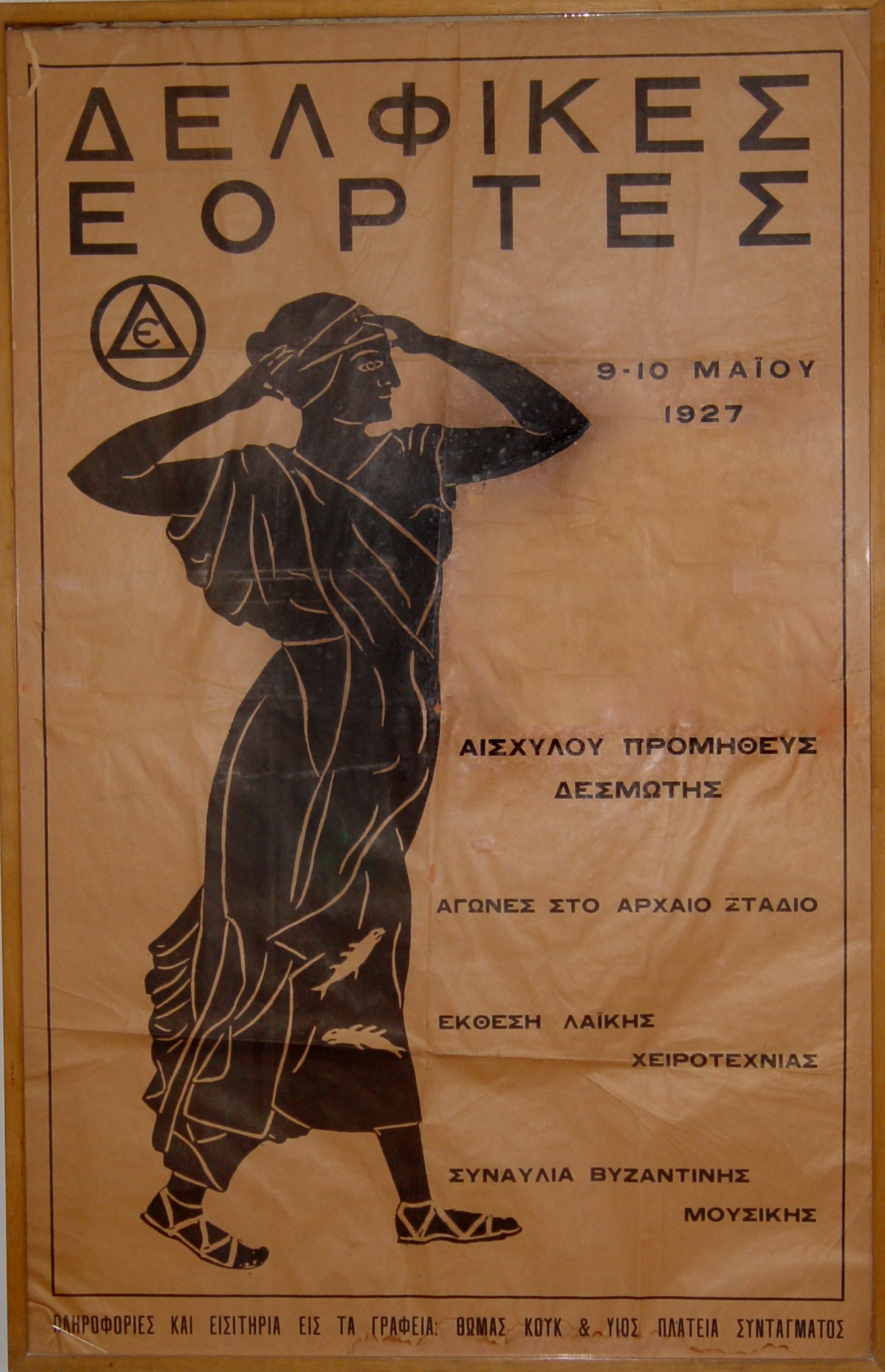
Афіша Дельфійського фестивалю 1927 року

Після відродження Олімпійських ігор з ініціативи барона П'єра де Кубертена з 1912 по 1948 роки проводилися в різних країнах світу Конкурси мистецтв на Олімпійських іграх.
Включені до програми Олімпійських ігор художні конкурси за різними номінаціями були тематично пов'язані виключно зі спортом .
Спроба відродження Піфійських ігор в масштабах однієї країни Греції була зроблена в першій половині XX століття. У 1927 році античний театр у Дельфах став місцем проведення першого Дельфійського фестивалю, організованого за ініціативи грецького поета Ангелоса Сікеліаноса, підтриманого його американською дружиною Євою Палмер . Незважаючи на популярність, ідея Дельфійських фестивалів не отримала державної підтримки. У 1930 році їх проведення було надовго перервано через великі витрати на організацію. Сучасні Дельфійські фестивалі, які щорічно в червні місяці проходять в Дельфах, орієнтовані головним чином на туристів .

## Сучасні Дельфійські ігри

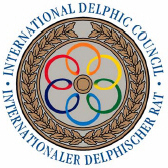
Герб Міжнародної Дельфійської Ради (МДР)

Черговий проект відродження античних ігор висунув Йоганн-Кристіан Кірш - президент Міжнародного товариства «Musica Magna International» (MMI)
,  зареєстрованого у квітні 1988 року в Женеві  c метою відтворення Дельфійських ігор  що було підтримано генеральним директором ЮНЕСКО Федеріко Майором Сарагосою .  На запрошення Кристіана Кірша у 1994 році представники громадських організацій з різних країн світу прибули до Берліна в Палац Шенгаузен  на Установчий конгрес Міжнародної Дельфійської Ради (МДР) .
Найбільшу активність в створенні національних Дельфійських організацій виявили Білорусь, Греція, Грузія, Китай, Нігерія, Німеччина, Росія, США, Філіппіни, Японія . Перші регіональні молодіжні Дельфіади пройшли в Грузії, Албанії, Росії .
Перші міжнародні молодіжні Дельфійські ігри пройшли в 1997 році в Тбілісі.
Перші міжнародні Дельфійські ігри для дорослих учасників були проведені в 2000 році в Москві .
Росія з самого початку відігравала активну роль в становленні Міжнародного дельфійського руху .  Однак Національна Дельфійська рада Росії (НДР Росії), що входила з 1999 року до складу МДР,, пізніше відокремилася від Міжнародної Дельфійської Ради.
Після 2003 року в центральній пресі Росії і на різних російських сайтах заявляється, що саме Росія відродила Дельфійську ідею в 2000 році .
Незважаючи на відокремлення НДР Росії від МДР російські делегації продовжують брати участь у міжнародних Дельфійських іграх, що відображено у статтях, написаних представником МДР у зв'язках з Росією, які публікує електронний науковий журнал «Педагогика искусства» Інституту художньої освіти Російської Академії Освіти. Випущений за підсумками третіх молодіжних Дельфійських ігор на Філіппінах Дельфійський календар 2009 року включає роботи юних художників з Росії . Дельфійський календар 2010 проілюстрований швидкими замальовками Валентини Анопової — заслуженого художника РФ із Санкт-Петербурга , учасниці третіх Дельфійських ігор для дорослих на острові Чеджу в Південній Кореї. У петербурзькому журналі «Особистість і культура» № 3 - 2010 опублікована стаття О. Федулової, яка теж брала участь у третіх Дельфійських іграх 2009 року .

## Актуальна ситуація
Нині Дельфійські ігри проводять дві організації.
- Під керівництвом створеної в 1994 році [10][11]  Міжнародної Дельфійської Ради (МДР) з штаб-квартирою у Берліні, починаючи з 1997 року проходять Міжнародні Дельфійські ігри. Дотепер проведені міжнародні молодіжні Дельфійські ігри в Грузії, Німеччини, на Філіппінах, а також міжнародні Дельфійські ігри для дорослих учасників - в Росії, Малайзії, Південній Кореї[26][27][28].

- Під патронатом зареєстрованого в 2003 році [29] Міжнародного Дельфійського комітету (МДК) з штаб-квартирою в Москві, починаючи з 2005 року,  проходять Молодіжні Дельфійські ігри Росії на території Російської Федерації і Молодіжні Дельфійські ігри держав-учасників СНД [30][31]. Також МДК проводив другі Всесвітні Дельфійські ігри в 2008 році в Саратові / Росія. Деякі саратовські видання оцінили ці Ігри як захід сумнівної авторитетності [32][33][34][35], проте у федеральних інформаційних джерелах такої інформації не було [36][37][38].